# Лопес, Эрнан Родриго
Эрна́н Родри́гес Ло́пес Мо́ра (исп. Hernán Rodrigo López Mora; род. 21 января 1978, Монтевидео) — уругвайский футболист, выступавший на позиции нападающего. В декабре 2017 года начал тренерскую карьеру.

## Биография
Начал профессиональную карьеру в клубе «Ривер Плейт» из Монтевидео. Будучи игроком этого клуба, дебютировал в 1996 году в сборной Уругвая. Это был товарищеский матч против Китая.
В 1998 году выступал в Европе, в том числе за итальянский «Торино», после чего вернулся в «Ривер Плейт». В 2000—2004 годах сменил 5 клубов из 4 стран (в их числе были легендарные «Коло-Коло» и асунсьонская «Олимпия», в составе которой он выиграл Кубок Либертадорес 2002, в год столетия клуба).
В 2006 году Эрнан Лопес выиграл чемпионат Парагвая в составе клуба «Либертад», став при этом лучшим бомбардиром турнира с 27 голами. В 2008 году Лопес выиграл с мексиканской «Америкой» международный турнир Интерлига, в которой принимают участие лучшие клубы Мексики и MLS.
В 2008—2010 годах Лопес выступал за аргентинский «Велес Сарсфилд». За первый сезон в 33 матчах он отметился 13 забитыми голами и помог своему клубы выиграть чемпионат Аргентины 2009 (Клаусуру). Успехи Лопеса были отмечены главным тренером сборной Уругвая Оскаром Вашингтоном Табаресом, и спустя 13 лет игрок вновь получил приглашение в национальную команду на товарищеский матч против Алжира и 2 отборочные игры к чемпионату мира 2010 против Перу и Колумбии.
В 2010 году перешёл в «Эстудиантес». По состоянию на 2017 год Эрнан Лопес являлся лучшим из ныне действовавших бомбардиров Кубка Либертадорес с 22 забитыми голами.

## Титулы
- Чемпион Аргентины (1): Клаусура 2009
- Чемпион Парагвая (2): 2006, Апертура 2014
- Кубок Либертадорес (1): 2002
- Рекопа (1): 2003
- Интерлига Мексики (1): 2008
- Лучший бомбардир чемпионата Парагвая (3): 2006 (27 голов), Клаусура 2013(17 голов), Апертура 2014 (19 голов)